# Audi R18
Der Audi R18 ist ein von der Audi-Motorsportabteilung entwickelter und gebauter Sportwagen-Prototyp, der in der 2011-Variante als Audi R18 TDI, sowie in den Jahren 2012 bis 2014 als Audi R18 e-tron quattro das 24-Stunden-Rennen von Le Mans gewann.

## R18 TDI (2011)
Der R18 TDI war der Einsatzwagen von Audi für das 24-Stunden-Rennen von Le Mans und den Intercontinental Le Mans Cup 2011. Ausgelöst durch eine Reglementänderung in Le Mans, erhielt der R18 TDI gegenüber seinem Vorgänger, dem R15 TDI, einige Veränderungen. Ungewöhnlich für einen geschlossenen Le-Mans-Prototyp bestand das Monocoque aus einem Stück. Das Fahrzeug hatte, wie vorgeschrieben, ein Mindestgewicht von 900 kg. Auch das 6-Gang-Getriebe war eine Neuentwicklung von Audi. Der Audi war zum ersten Mal seit 1999 – als neben dem offenen Audi R8R der geschlossene R8C zum Einsatz kam – kein Roadster mehr, sondern hatte nun wie der Peugeot 908 ein Dach, das mehr aerodynamische Effizienz brachte. Das Hauptargument für einen Roadster, nämlich ein schnellerer Fahrerwechsel, fiel nach der Änderung im sportlichen Reglement weg, denn die Boxenstopps dauern nun ohnehin viel länger. Die charakteristische Finne war im Reglement festgelegt, bei Drehern sollte hier der Luftwiderstand die Energie aufnehmen. Mit dem Audi R18 TDI war erstmals in der Geschichte von Le Mans ein vollständig mit LED-Lichttechnik ausgerüstetes Fahrzeug am Start.
Das Fahrzeug wurde am 10. Dezember 2010 in Ingolstadt der Öffentlichkeit vorgestellt und gab beim 1000-km-Rennen von Spa-Francorchamps im Mai 2011 sein Renndebüt und belegte dabei hinter zwei Peugeot den dritten Platz.

## R18 ultra (2012)
Der R18 ultra ist die umfangreich überarbeitete Neuauflage des R18 TDI für den Einsatz im 24-Stunden-Rennen von Le Mans 2012 sowie für die neue FIA-Langstrecken-Weltmeisterschaft. Äußerlich blieb das neue Modell ohne auffällige Änderungen. Motorseitig wird weiterhin ein 3,7-Liter-V6-TDI-Aggregat verwendet. Auffallend ist jedoch das einzigartige Turboladerkonzept mit einem zentralen Abgasturbolader direkt zwischen den in klassischer V-Form angeordneten sechs Zylindern des Dieselmotors. Da die Auspuffkrümmer ebenfalls nach innen gerichtet sind, ergibt sich ein extrem kurzer Abgasweg bis zum Abgasturbolader, wodurch die Energieverluste minimiert werden. Ein weiterer Vorteil gegenüber der herkömmlichen Bi-Turbovariante mit zwei Abgasturboladern ist, dass nur noch eine, dafür aber größere Turbine genutzt wird, was einen etwas höheren Wirkungsgrad zur Folge hat, da zum Beispiel der Spaltverlust eines großen Laders gegenüber zwei kleineren insgesamt verringert wird. Die Turbinenseite des Abgasturboladers hat zwei radiale Einlässe und einen axialen Auslass und die Kompressorseite einen axialen Einlass und verteilt die Luft nach der Verdichtung gleichmäßig an die zwei Zylinderbänke. Des Weiteren arbeitet die Turbine mit variabler Turbinengeometrie, die es ermöglicht, den Abgasturbolader je nach Lastzustand optimal zu betreiben.

## R18 e-tron quattro (2012 und 2013)

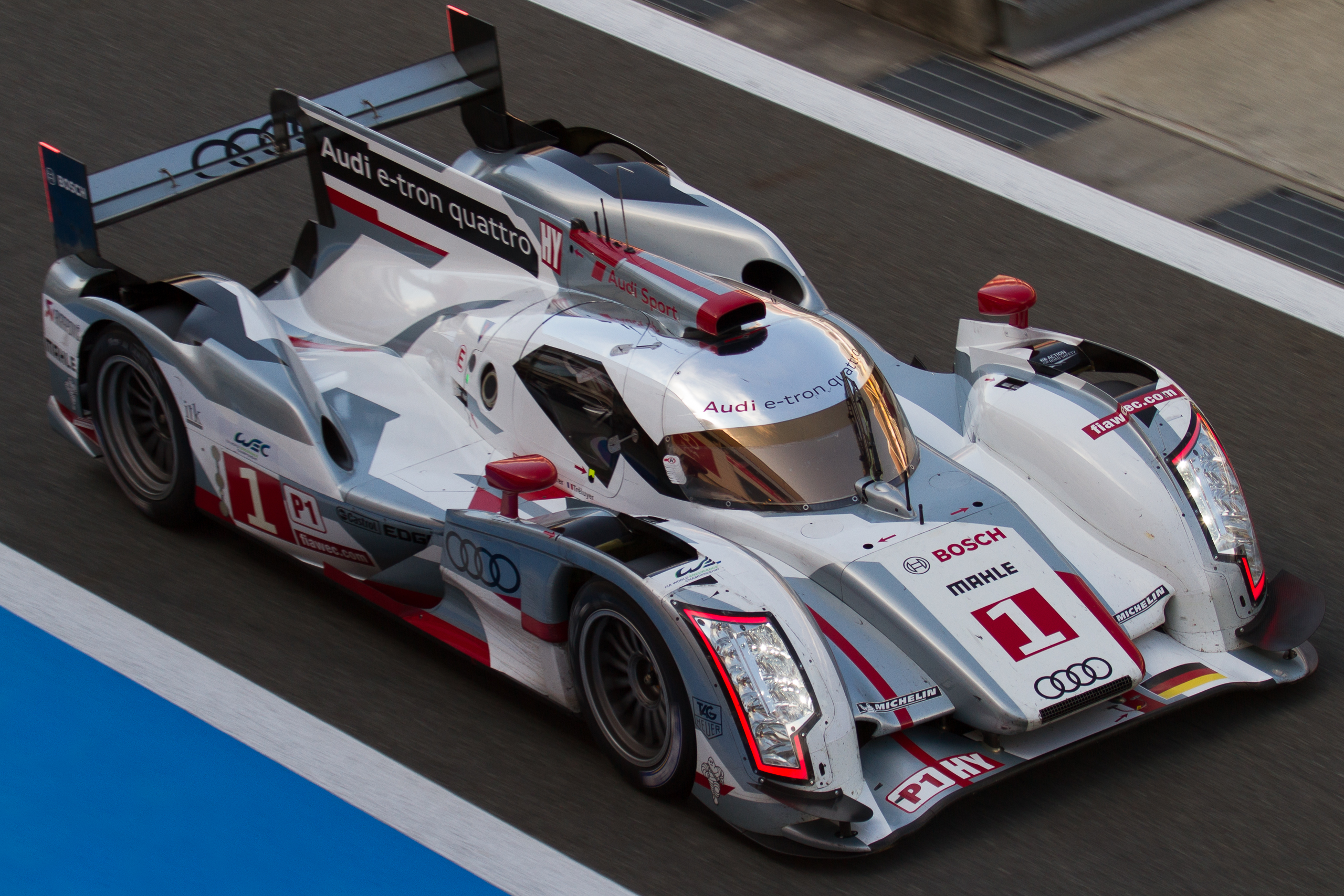
Ein R18 e-tron quattro 2012 in Fuji

Der R18 e-tron quattro ist eine Modellvariante des R18 ultra mit Hybridantrieb. Mit der Überarbeitung zum R18 ultra wurden auch zwei verschiedene, austauschbare Antriebsversionen konzipiert. Das Chassis des R18 e-tron quattro ist mit dem des R18 ultra völlig identisch, besitzt aber zusätzlich zum konventionellen Hinterradantrieb des R18 ultra mittels Dieselmotor ein Hybridsystem im Motorraum und einen zuschaltbaren Vorderradantrieb mittels Elektromotor/Generator-Einheiten, die als Nutzbremsen einen Teil der Bremsenergie als elektrischen Strom zurückgewinnen können. Darüber hinaus hat der R18 e-tron einen Schwungrad- oder Gyrospeicher zur kurzfristigen, kinetischen Zwischenspeicherung von Bremsenergie.
Bei den 24 Stunden von Le Mans 2012 errang Audi einen Dreifachsieg, wobei die ersten beiden Plätze von den beiden angetretenen Audi R18 e-tron quattro belegt wurden. Damit gewann zum ersten Mal ein Hybridfahrzeug dieses Rennen.

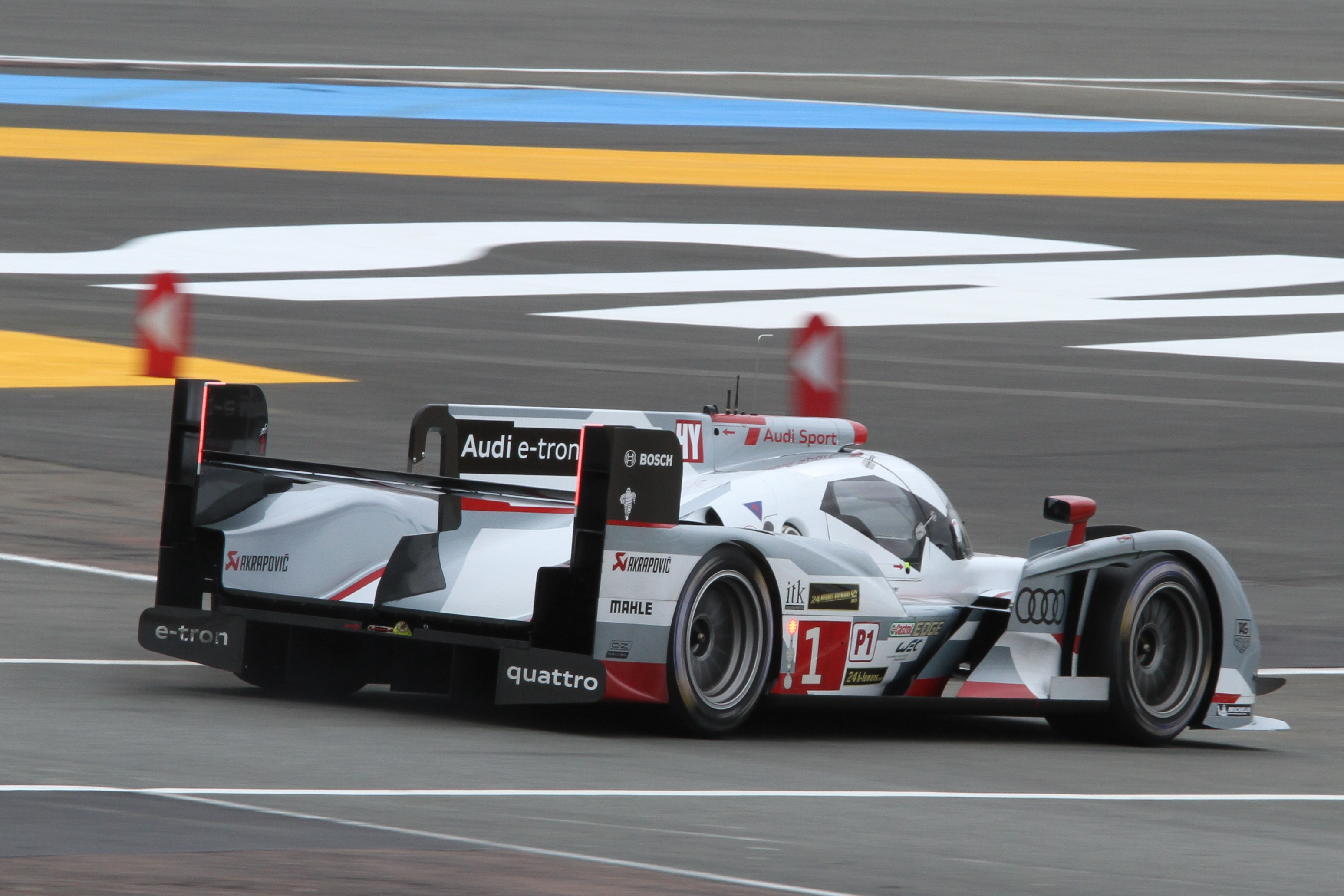
Der Audi R18 e-tron quattro während der 24-Stunden von Le Mans 2013

Zur Saison 2013 wurden zahlreiche Modifikationen am Fahrzeug vorgenommen, so verfügt der Wagen nun über doppelte Endplatten am Heck, wie sie auch am Toyota TS030 Hybrid verwendet werden; sie erhöhen den Abtrieb an der Hinterachse. Auch die Front wurde aerodynamisch verändert. Ferner wurde das Hybridsystem deutlich verbessert; die Rekuperation ist nun um 15 bis 20 Prozent wirkungsvoller, sodass auch nach Kurven mit kurzen Bremsphasen die volle Leistung des Hybridsystems verfügbar ist.

### Antrieb
Das Triebwerk ist ein 3,7-Liter-V6-Motor, der mit einer Leistung von über 397 kW (540 PS) angegeben ist. Audi setzte beim Antrieb wieder auf die Diesel-Technologie. Gegenüber dem Vorgänger-V10 wurde der Turbolader nach oben verlegt, genauso wie die Abgasseite. Das bringt zusammen mit dem kleineren Motor auch eine günstigere Aerodynamik. Außerdem können die Abgase und die Kühlluft so austreten, dass sie weniger den Luftstrom ums Auto stören. Laut Audi ist der Motor um 25 % leichter als der vorherige.

## Fahrerbesetzung in Le Mans
In der nachfolgenden Tabelle sind die Fahrerbesetzungen während des 24-Stunden-Rennens von Le Mans wiedergegeben. Bei dem fett eingezeichneten Fahrzeug handelt es sich um das Siegerfahrzeug des jeweiligen Rennens.
| Startliste | Startliste                    | Startliste              | Startliste | Startliste     | Startliste      | Startliste        |
| Nr.        | Team                          | Fahrzeug                | Reifen     | Fahrer         | Fahrer          | Fahrer            |
| ---------- | ----------------------------- | ----------------------- | ---------- | -------------- | --------------- | ----------------- |
| 2011       |                               |                         |            |                |                 |                   |
| 1          | Audi Sport Team Joest         | Audi R18                | M          | Timo Bernhard  | Romain Dumas    | Mike Rockenfeller |
| 2          | Audi Sport Team Joest         | Audi R18                | M          | Marcel Fässler | André Lotterer  | Benoît Tréluyer   |
| 3          | Audi Sport North America      | Audi R18                | M          | Tom Kristensen | Rinaldo Capello | Allan McNish      |
| 2012       |                               |                         |            |                |                 |                   |
| 1          | Audi Sport Team Joest         | Audi R18 e-tron quattro | M          | André Lotterer | Benoît Tréluyer | Marcel Fässler    |
| 2          | Audi Sport Team Joest         | Audi R18 e-tron quattro | M          | Allan McNish   | Tom Kristensen  | Rinaldo Capello   |
| 3          | Audi Sport Team Joest         | Audi R18 ultra          | M          | Marc Gené      | Romain Dumas    | Loïc Duval        |
| 4          | Audi Sport Team North America | Audi R18 ultra          | M          | Oliver Jarvis  | Marco Bonanomi  | Mike Rockenfeller |
| 2013       |                               |                         |            |                |                 |                   |
| 1          | Audi Sport Team Joest         | Audi R18 e-tron quattro | M          | André Lotterer | Benoît Tréluyer | Marcel Fässler    |
| 2          | Audi Sport Team Joest         | Audi R18 e-tron quattro | M          | Tom Kristensen | Allan McNish    | Loïc Duval        |
| 3          | Audi Sport Team Joest         | Audi R18 e-tron quattro | M          | Marc Gené      | Oliver Jarvis   | Lucas di Grassi   |